# SŽD-Baureihe ЧС2Т
Die SŽD-Baureihe ЧС2т (deutsche Transkription TschS2T) der Sowjetischen Eisenbahnen (SŽD) ist eine Schnellzuglokomotive für 3 kV Gleichstrom, die unter der Škoda-Werksbezeichnung 63E entstand und in 120 Exemplaren für die Staatsbahn der damaligen UdSSR ausgeliefert wurde. Vom Lokkasten und einzelnen konstruktiven Elementen ähnelt sie der SŽD-Baureihe ЧС4Т. Trotz des ähnlichen Namens besitzt die Lokomotive keine Ähnlichkeit zu der SŽD-Baureihe ЧС2, abgesehen von einzelnen Elementen des Fahrzeugteils. Die Lokomotiven erhielten im Betriebsdienst die Spitznamen Turmhaus, Turm bzw. Ziegel.

## Geschichte

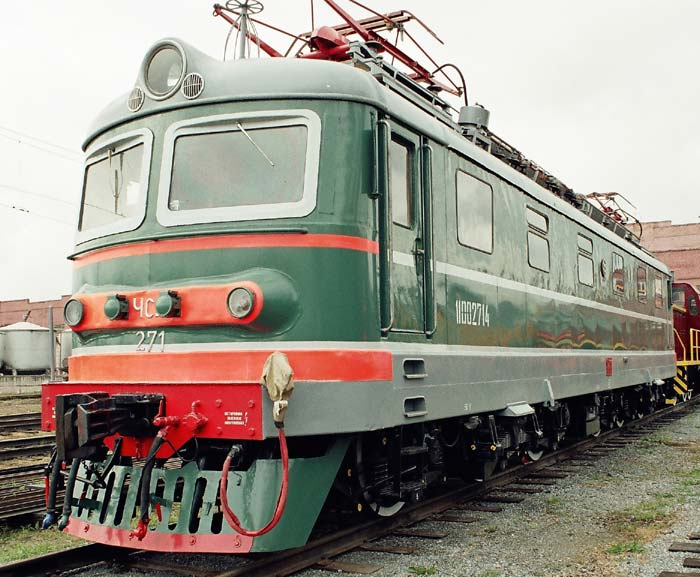
Ansicht der Lokomotive ČS 2

Ende 1972 erhielten die sowjetischen Eisenbahnen SŽD zwei Versuchs-Elektrolokomotiven mit der Bezeichnung ЧС2T und den Inventarnummern 875 und 876. Die Loks besaßen leistungsstärkere Fahrmotoren als die Reihe ЧС2, die zehn Jahre früher erschienen war. Die Anordnung der Fahrmotoren war analog dieser Reihe ausgeführt, nämlich in Reihenschaltung, Reihenschaltung - Parallelschaltung bzw. in Parallelschaltung. Außerdem gab es einige Änderungen in der Konstruktion des Ankers und der Pole der elektrischen Fahrmotoren.
Einige Hilfsmaschinen waren auch anders gestaltet als bei der ЧС2. Die Elektromotoren der Kühlventilatoren für die Traktionsfahrmotoren waren Gleichstrommotoren und angeordnet in Reihe, die Elektromotoren der Kühlventilatoren der Bremswiderstände waren parallel angeordnet analog den Sektionen dieser Widerstände. Völlig anders gestaltet war der Lokkasten, der analog dem der SŽD-Baureihe ЧС4Т aufgebaut war. Das Laufwerk erinnerte noch stark an das der ЧС2 mit den beiden Schraubenfedern pro Achsenseite und der sie verbindenden Blattfeder.
Die ersten Serienmaschinen der Reihe ЧС2T wurden unter der Škoda Werksbezeichnung 63E1 unter den Inventarnummern 945–1024 ausgeliefert, die zweite Serie erhielt die Škoda Werksbezeichnung 63E2 mit den Inventarnummern 1025–1062. Zwischen den einzelnen Serien gab es nur geringe Unterschiede, auch gegenüber den Versuchsmaschinen; die Jalousien für die in der Mitte der Lokomotive auf dem Dach angeordneten Kammer für die Bremswiderstände können bei den Serienmaschinen von dem Führerstand aus geöffnet bzw. geschlossen werden, bei den Prototypen war dies nur in der Kammer möglich. Es gab Unterschiede in der Anordnung der Scheinwerfer. Die Lokomotiven der Werksbezeichnung 63E2 haben eine Klimaanlage als Kühlung für die Lokführerkabine. Unbedeutend wurden einige Konstruktionselemente verbessert.
Die Lokomotiven wurden zu gleichen Teilen verteilt auf die Bahnhöfe Leningrad Moskauer Bahnhof und Moskau Leningrader Bahnhof und versahen dort Schnellzugdienste in weniger anspruchsvollen Diensten, bis 2001 waren sie auf diesen Depots eingesetzt. Nach 2001 wurden alle Lokomotiven an das Depot Sankt Petersburg Moskauer Bahnhof gegeben. Bis zur Umstellung des Abschnittes Murmansk–Louchi auf Fahrdraht mit Wechselstrom waren sie ebenfalls im Depot in Murmansk stationiert.